# La Norita
La Norita es una localidad del estado mexicano de Guanajuato. Es parte del municipio de Apaseo el Grande.

## Demografía
| Gráfica de evolución demográfica |
|                                  |

| Censo | Población |
| ----- | --------- |
| 1900  | 106       |
| 1910  | —         |
| 1921  | 87        |
| 1930  | 218       |
| 1940  | 170       |
| 1950  | 223       |
| 1960  | 383       |
| 1970  | 540       |
| 1980  | 965       |
| 1990  | 1 267     |
| 2000  | 1 049     |
| 2010  | 1 701     |
| 2020  | 1 665     |